# Walid Derrardja
Walid Derrardja (tiếng Ả Rập: وليد درارجة; sinh ngày 18 tháng 9 năm 1990 ở Boudouaou) là một cầu thủ bóng đá người Algérie hiện tại thi đấu ở vị trí Tiền vệ cho MC El Eulma ở Giải bóng đá hạng nhất quốc gia Algérie.

## Danh hiệu
- Vua phá lưới Giải bóng đá hạng nhất quốc gia Algérie: 2014–15